# تاكسي مائي

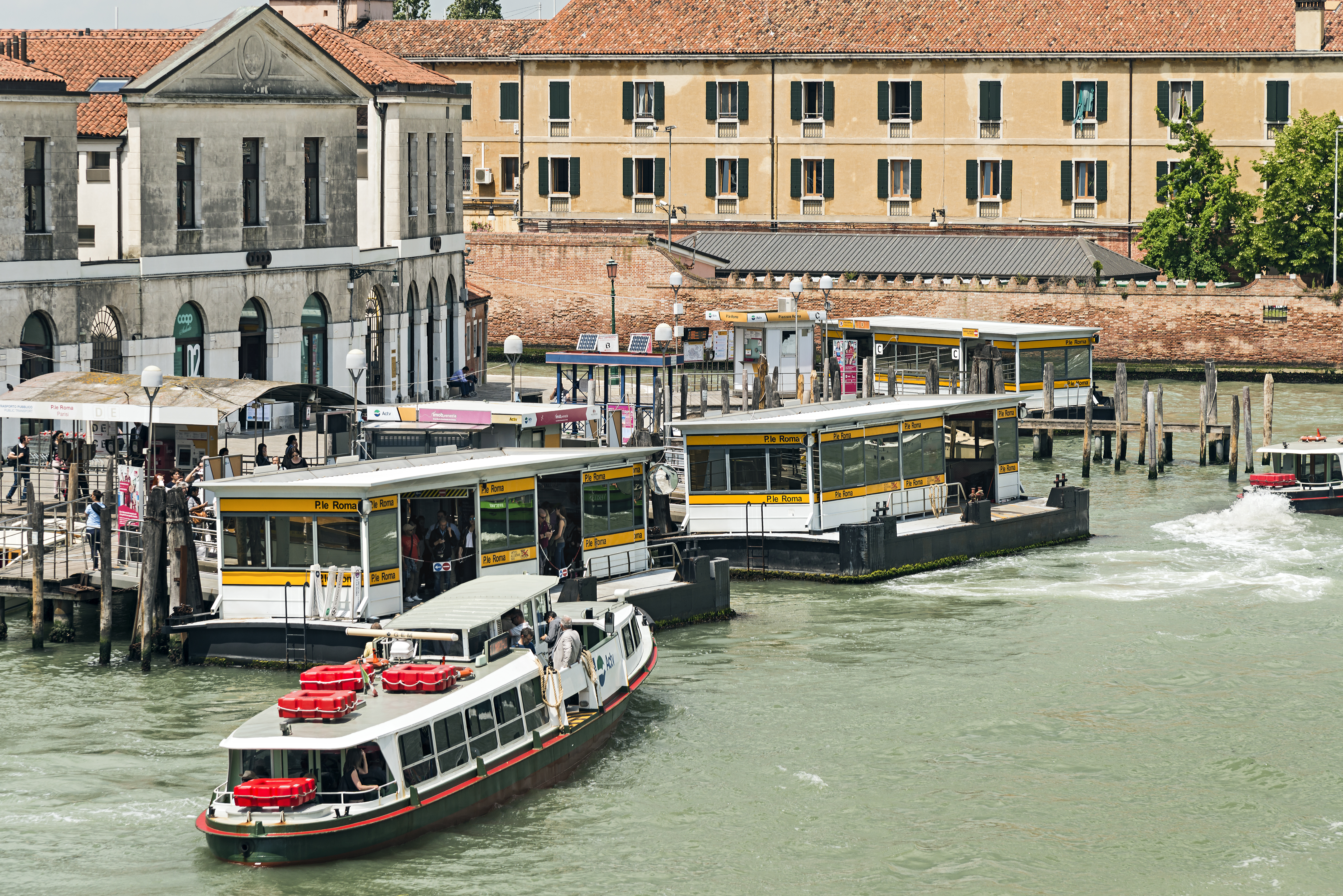
Vaporetto and bus stops in Venice

التاكسي المائي أو الحافلة المائية هي مركبة نقل مائية تستخدم لتوفير وسائل النقل العام أو الخاص، ولكن ليس دائما، في بيئة حضرية . قد تتم جدولة الخدمة بمحطات توقف متعددة، أو تعمل بطريقة مشابهة للحافلة، أو عند الطلب إلى العديد من المواقع، وتعمل بطريقة مماثلة لسيارة الأجرة. عادة ما يتم وصف خدمة القوارب المكوكية بين نقطتين على أنها عبّارة وليست حافلة مائية أو سيارة أجرة.

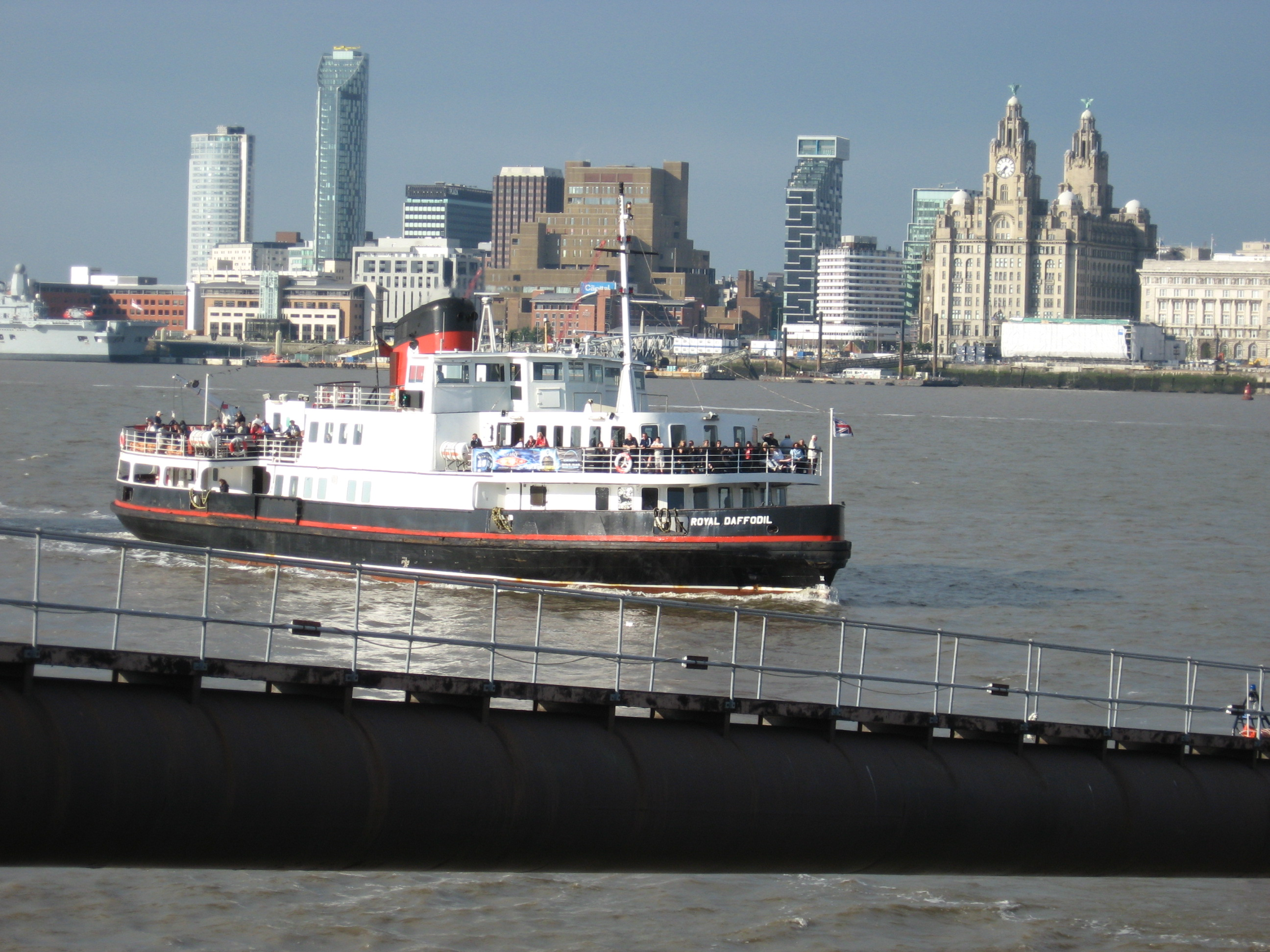
سفينة النرجس البري الملكي في ليفربول، ميرسي فيري

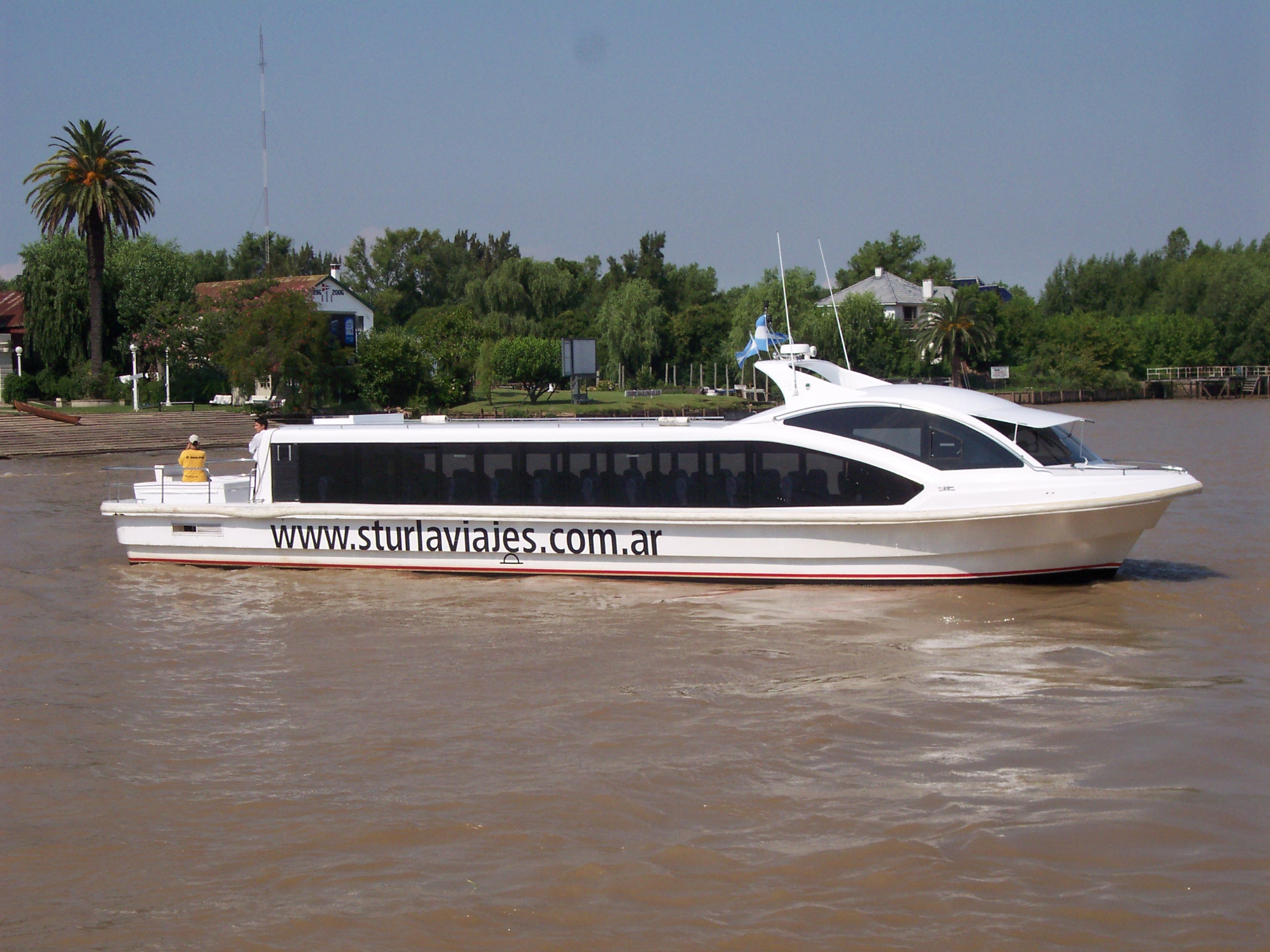
الحافلة المائية في تيغري، بوينس آيرس

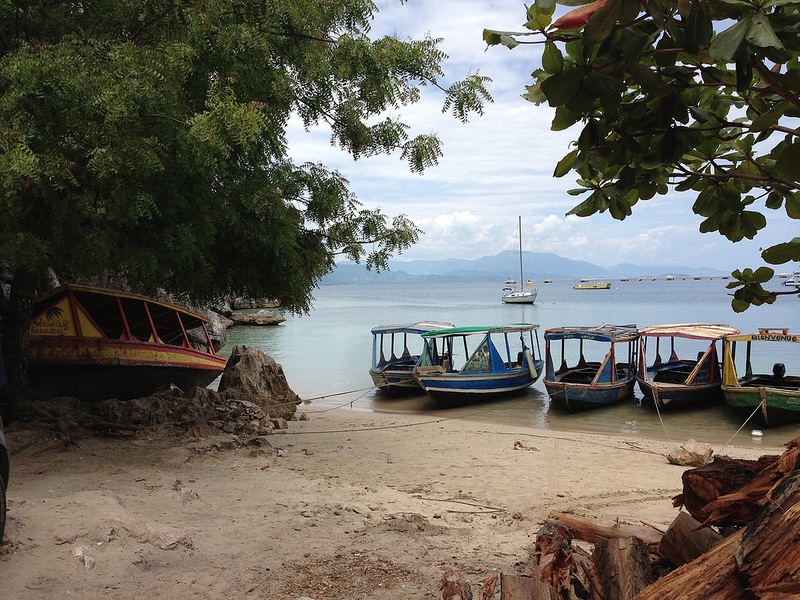
سيارات الأجرة المائية متوقفة على شاطئ لابادي، هايتي

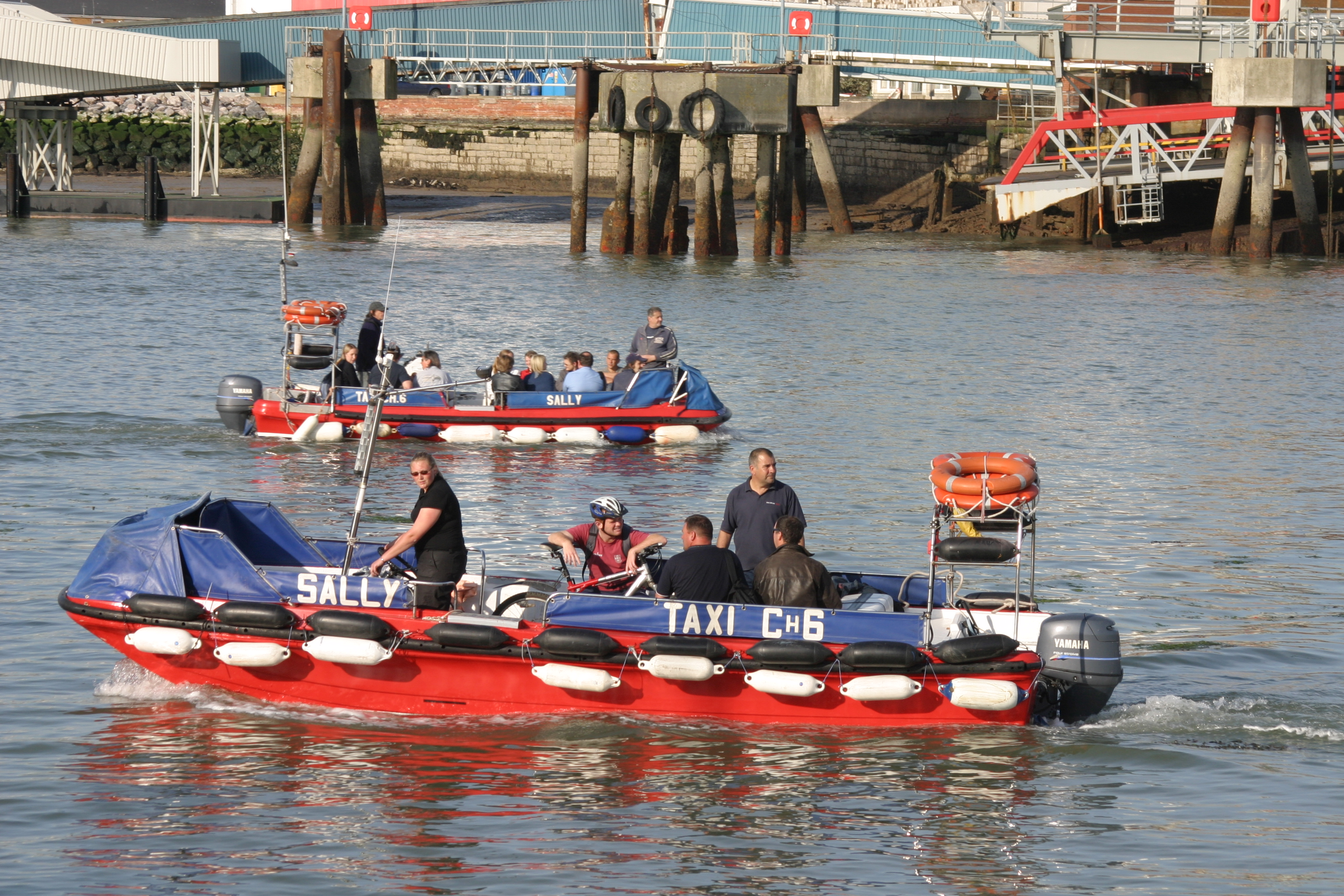
سيارات الأجرة المائية، كاوز، جزيرة وايت

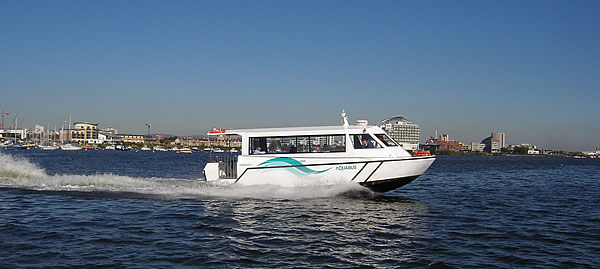
الحافلة المائية في كارديف

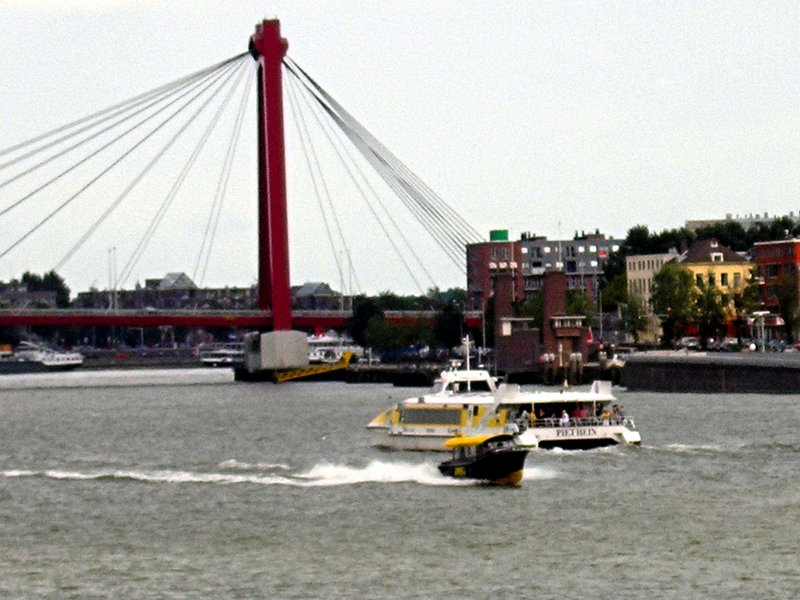
التاكسي المائي يلتقي بالحافلة المائية في روتردام

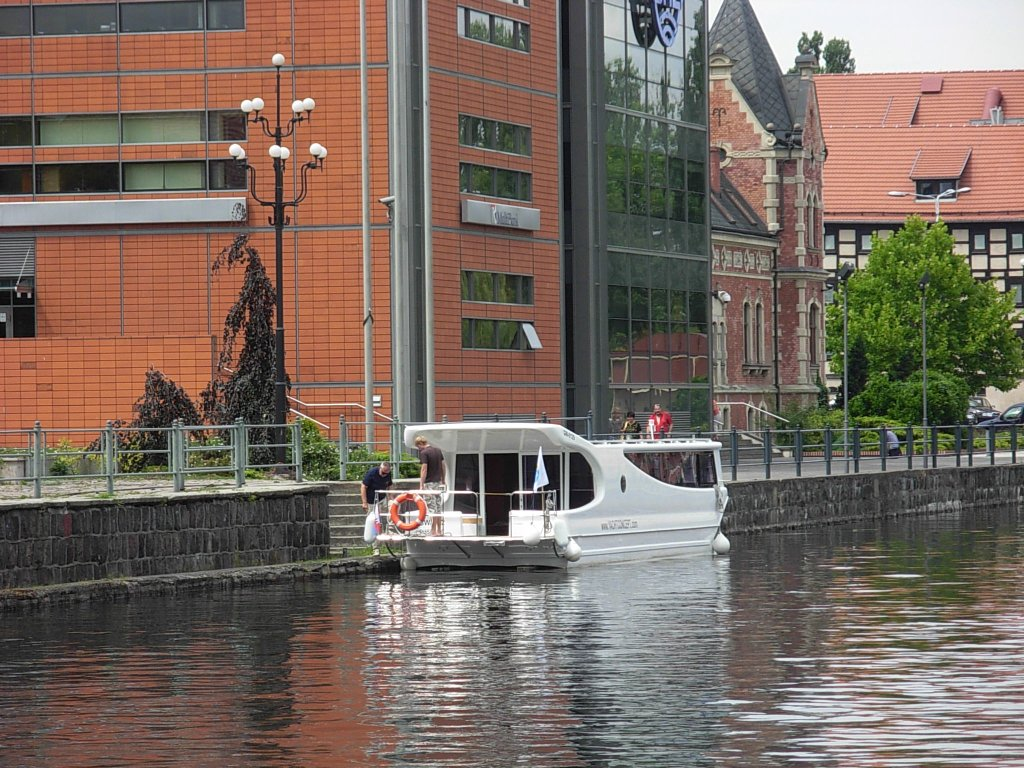
الحافلة المائية في بيدغوشتش، بولندا

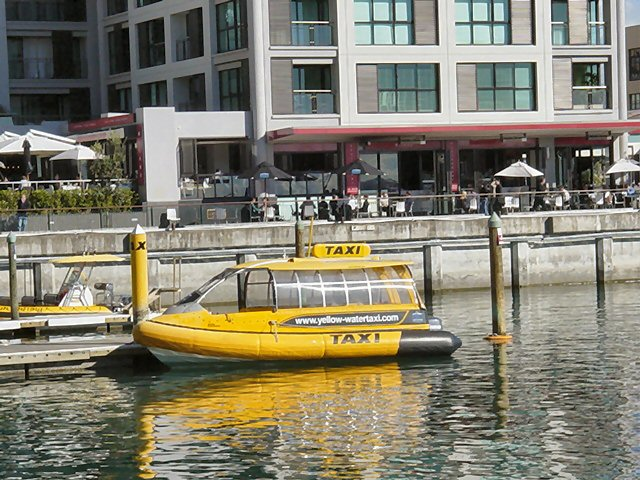
التاكسي المائي في أوكلاند

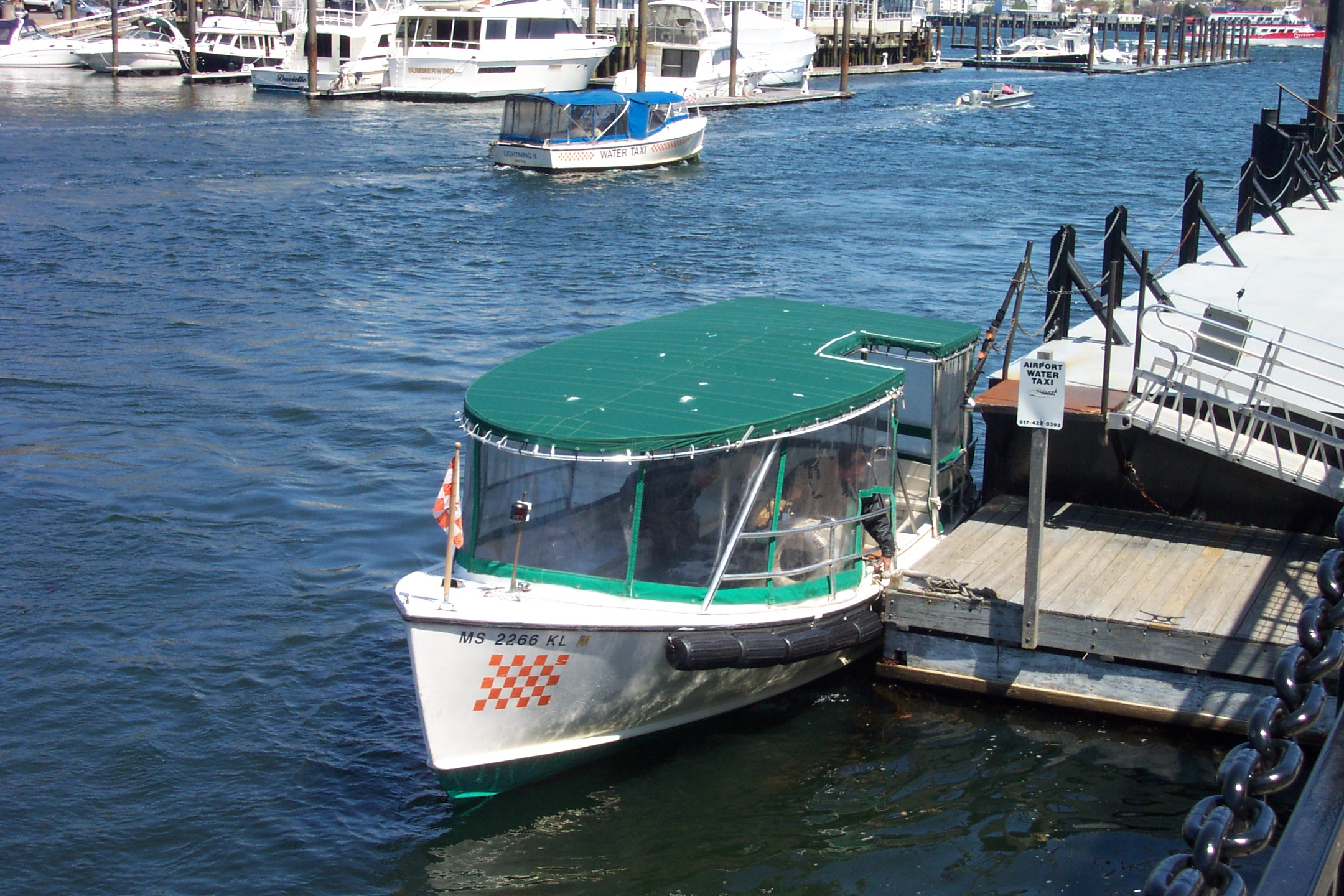
زوج من سيارات الأجرة المائية تعمل على الواجهة البحرية لبوسطن

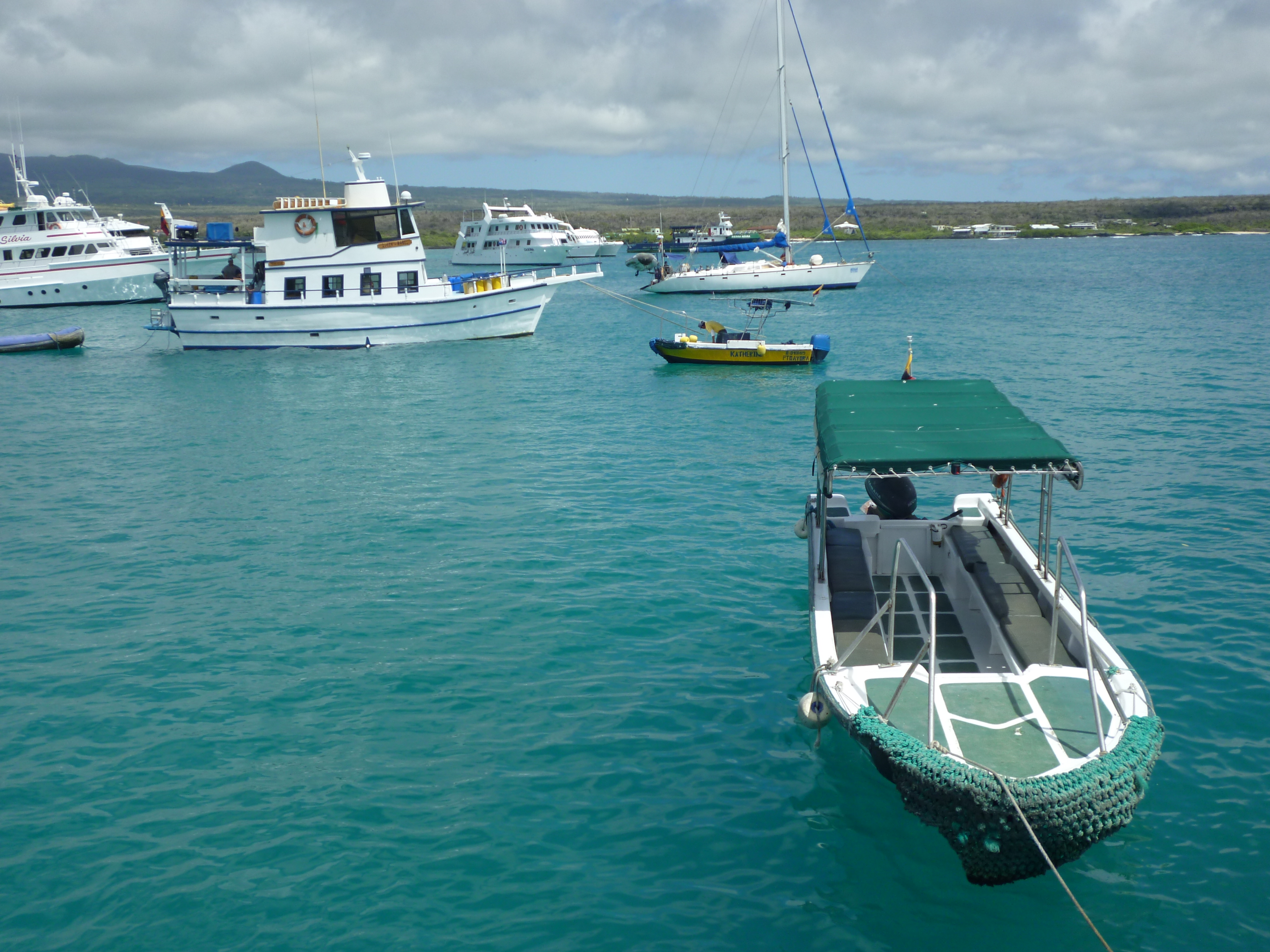
تاكسي مائي يعمل على الواجهة البحرية في بويرتو أيورا، جزيرة غالاباغوس في سانتا كروز.

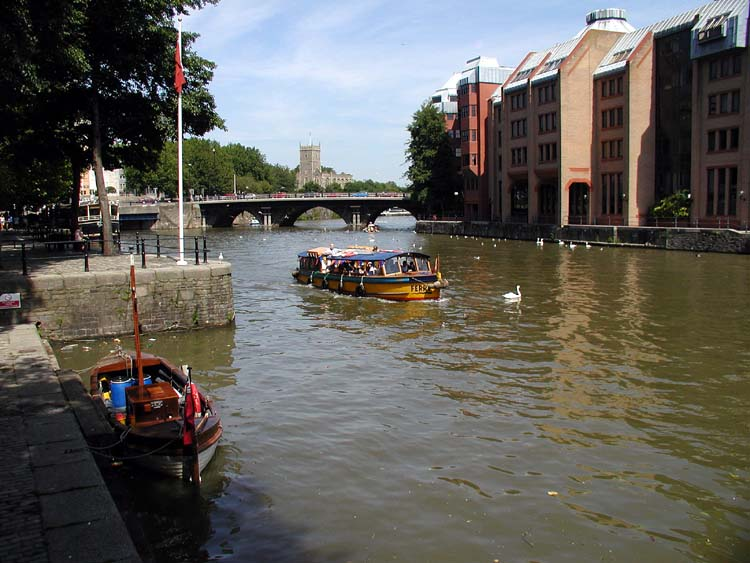
الحافلة المائية في ميناء بريستول

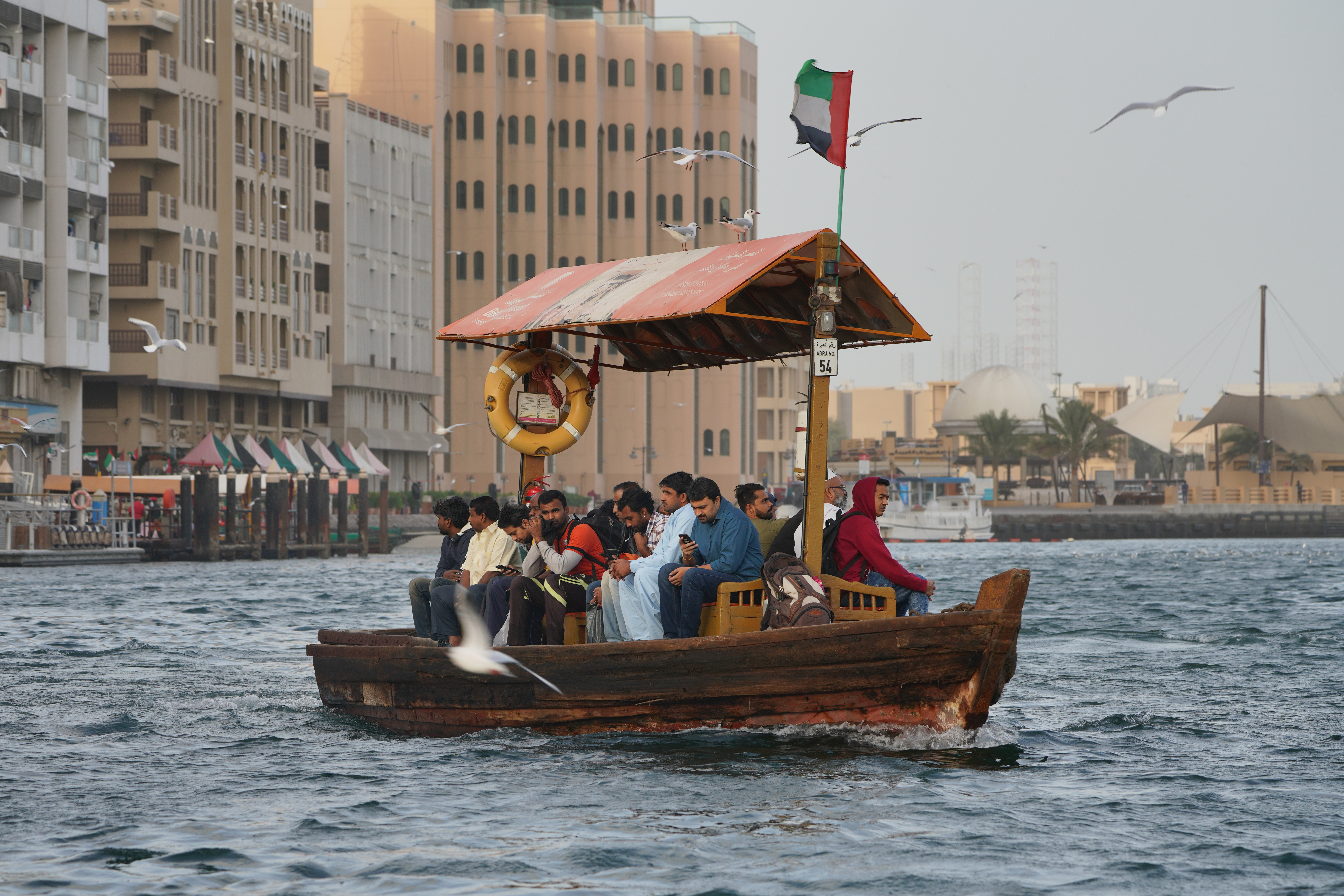
العبرة في دبي

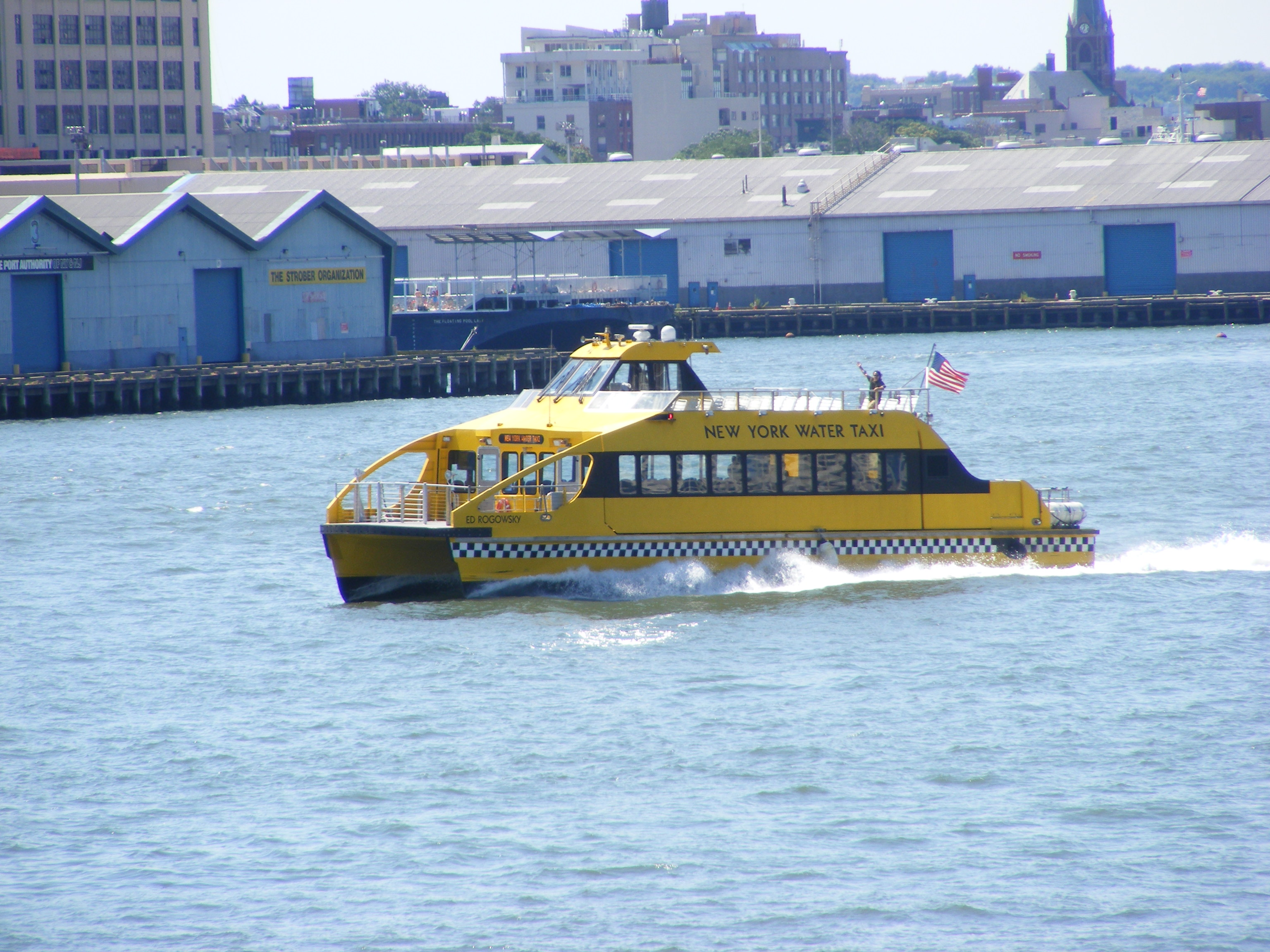
نيويورك التاكسي المائي

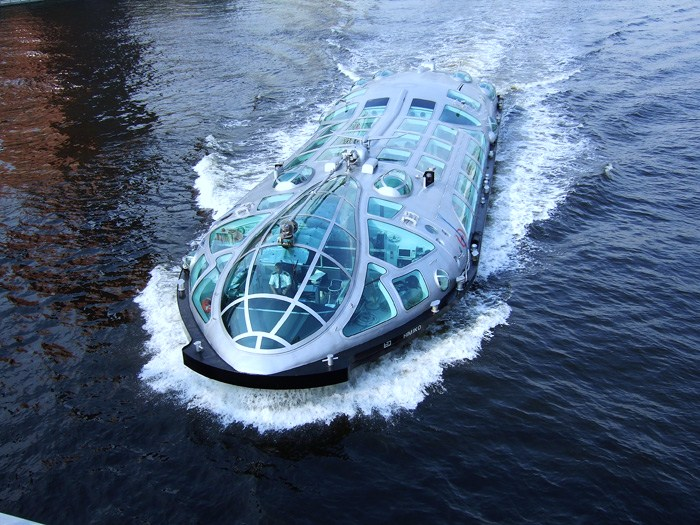
حافلة طوكيو المائية

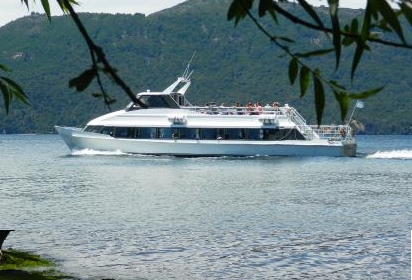
Water taxi in San Martín de los Andes

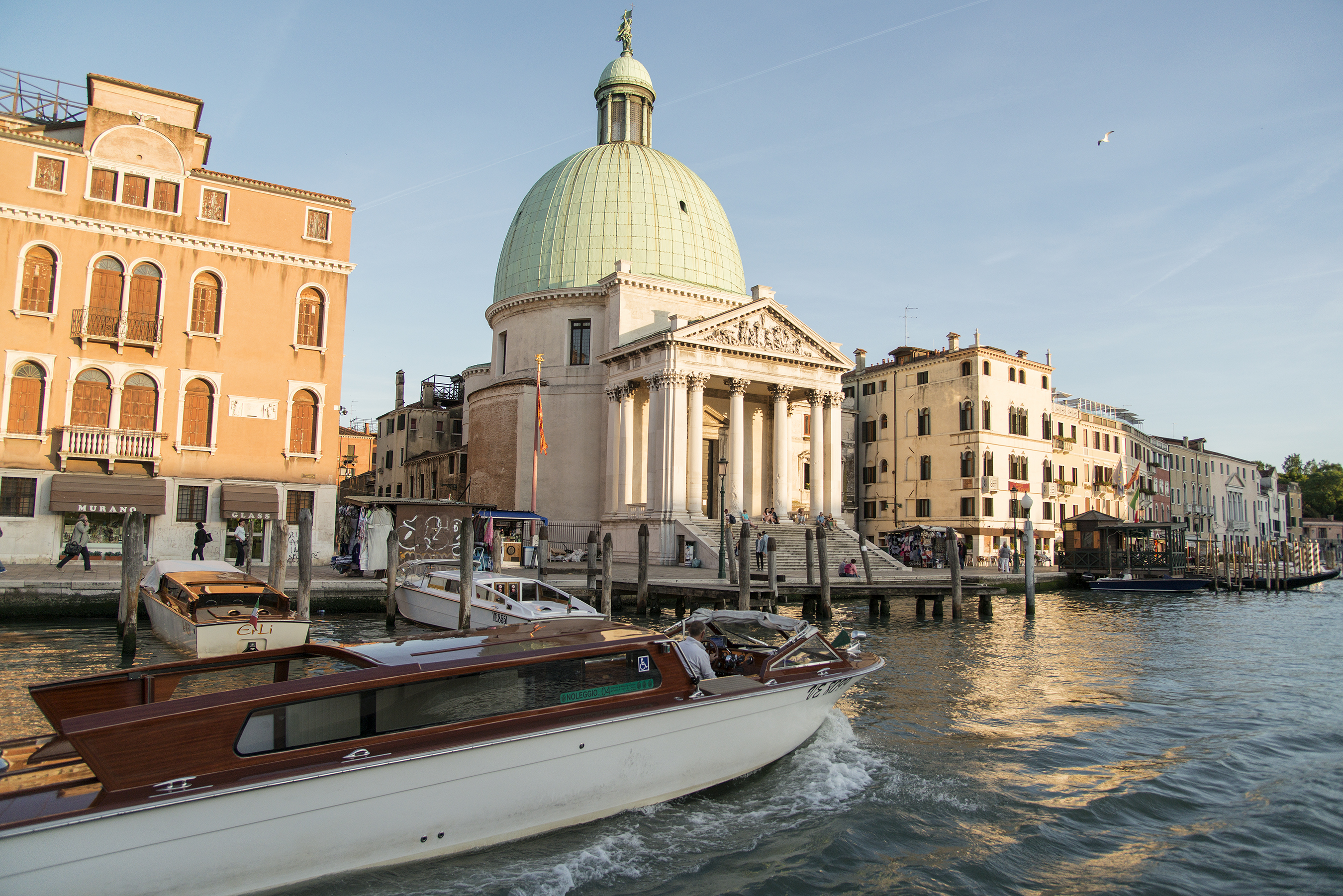
Water taxi near the train station, Grand Canal, Venice

عادةً ما يقتصر مصطلح التاكسي المائي water taxi على القارب الذي يعمل حسب الطلب، والحافلة المائية إلى القارب الذي يعمل وفقًا لجدول زمني. في الاستخدام في أمريكا الشمالية، تكون المصطلحات مترادفة تقريبًا.
تم تسجيل أول خدمة تاكسي مائي على أنها تعمل في جميع أنحاء المنطقة التي أصبحت فيما بعد مانشستر، إنجلترا.[بحاجة لمصدر]

## المواقع
- Alapuzha Water Taxi[2][3]
- الإسكندرية (فرجينيا)
- أمستردام
- أنابولس
- أنتويرب
- أوكلاند[4]
- البحرين
- بالتيمور: Baltimore Water Taxi[5]
- بانكوك
  - Chao Phraya Express Boat
  - Khlong Saen Saep boat service
  - Khlong Phadung Krung Kasem boat service
- برلين (انظر: de:Fährverkehr in Berlin)
- بوردو: Boats BatCub[6]
- بوسطن[7]
- بريمن
- بريزبان
  - CityCat
  - CityFerry
- برستل: Bristol Ferry Boats
- بروكسل
- بروناي
- بوخارست
- بودابست
- بوينس آيرس، Tigre
- بيدغوشتش، بولندا
- كارديف: Cardiff Waterbus
- كاب هايتيان, Haiti (at Labadee beach)
- كيب تاون
- كاي كولكر
- تشارلستون [8]
- شيكاغو
- كوبنهاغن: Copenhagen Harbour Buses
- دافاو (مدينة): Davao water taxi service
- دكا
  - نهر بوريجانجا water bus
  - Hatirjheel water taxi
- دبي
  - عبرة
  - RTA water taxis (recently introduced)
- بنسيلفانيا
  - Presque Isle Water Taxi
- فورت لودرديل
- جزر غالاباغوس
- غدانسك
- جنيف: Mouettes Genevoises
- غوتنبرغ
  - Älvsnabben ferry
  - Paddan[9]
- غوانجو، الصين
- Halifax Regional Municipality
- هامبورغ
  - HADAG
- هلسنكي
- Hertford
- مدينة هو تشي منه: Saigon Waterbus
- هونغ كونغ:
  - تشيونغ تشاو  [لغات أخرى]‏، Chi Ma Wan، Peng Chau، Silvermine Bay
  - Sun Ferry
  - Sha Lo Wan، Tai O، Tuen Mun، Tung Chung (Urmston Road, Hong Kong)
- إسطنبول[10]
- جاكسونفيل (فلوريدا)
  - Jacksonville Water Taxi
- كراتشي
- كوبه
- كوتشي (كيرلا)
- كراغرو، النرويج
- كريستيانسوند، Norwayالنرويج
- ليك اوزارك[11]
- لوفلين and بولهيد سيتي
- ليدز
- لشبونة
  - Transtejo & Soflusa
- لندن
  - خدمات لندن النهرية
  - Uber Boat by Thames Clippers
- لونغ بيتش (كاليفورنيا)
  - Long Beach Transit
- مالطا: Dghajsa
- مانيلا
  - Pasig River Ferry Service
- موسكو (River tram[بحاجة لمصدر]
- مومباي (Catamarans and ferries)
- نانت
  - Navibus
- National Harbor, Maryland
- نيويورك
  - Liberty Water Taxi
  - New York Water Taxi
  - NYC Ferry
- نيو أورلينز - باتون روج (لويزيانا): نهر المسيسيبي من المصب إلى باتون روج، لويزيانا؛ بيل تشيس مارين، بورت شيب سيرفيس، كريسنت شيب سيرفيس، ويبر مارين.
- نيوزيلندا[12]
- Niigata
- Nur-Sultan
- أوكلاهوما سيتي (أوكلاهوما)[13]
- أورلاندو (فلوريدا)
- أوساكا: Osaka Suijō Bus
- أوسلو
  - NBDS
  - Oslo-Fergene[14]
- بنما
- باريس
  - Batobus
  - Voguéo
- بوتسدام، Germany[15]
- Quad Cities، إلينوي/آيوا[16]
- روتردام/دوردريخت[17]
- Sacramento
- سان فرانسيسكو
  - SF Water Taxi

San Martín de los Andes
- سانت بطرسبرغ: Aquabus
- سياتل: King County Water Taxi
- سول[19]
- Shizuoka
- سنغافورة (نهر سنغافورة)
- سبالدينغ  [لغات أخرى]‏ (River Welland)
- ستوكهولم[20]
- سيدني
- تالين[21]
- Tampa[22]
- تيميشوارا
- طوكيو
  - Tokyo Cruise Ship
  - Tokyo Mizube Line
- تورونتو: Toronto water taxis
- ترينيداد
  - Water Taxi Service، بورت أوف سبين to San Fernando – تم تنفيذ الخدمة في ديسمبر 2008
- بليموث
- تروغير
- بيتسبرغ (بنسيلفانيا)
- بورتلاند (مين)
- Salmaris Water Taxi Trogir
- فيكتوريا (كولومبيا البريطانية)
  - Victoria Harbour[23]
- عالم والت ديزني[24]
- فانكوفر
  - The Aquabus
  - Coastal Link Ferries
  - English Bay Launch
  - False Creek Ferries
  - Granville Island Water Taxi Services (defunct)
  - SeaBus
- البندقية
  - غندول
  - Vaporetto
- ويلينغتون
  - Ferries in Wellington
- وينيبيغ
- سوتشيميلكو، مدينة مكسيكو
  - Chalupa
- يوكوهاما
  - Keihin Ferry Boat
  - The Port Service

يوجد أيضًا تاكسي المائي عند الطلب بشكل شائع في المراسي والمرافئ والمناطق الريفية، مما يوفر إمكانية الوصول إلى القوارب وخصائص الواجهة البحرية التي لا يمكن الوصول إليها مباشرة عن طريق البر.

## الحوادث
في 6 مارس 2004، انقلبت سيارة أجرة مائية تابعة لخدمة Seaport Taxi التي تديرها مؤسسة Living Classrooms أثناء عاصفة على نهر باتابسكو، بالقرب من الميناء الداخلي في بالتيمور. توفي ما مجموعه خمسة ركاب في الحادث الذي قرر المجلس الوطني لسلامة النقل أنه ناجم عن عدم الاستقرار الكافي عندما واجهت السفينة الصغيرة ذات الطراز العائم رياحًا وأمواجًا قوية. لم تعد الشركة تقوم بتشغيل سفن التاكسي المائي في ميناء بالتيمور.

## أنظر أيضا
- تاكسي دافي-هيرشوف المائي
- العبّارة، بما في ذلك القوارب المائية، والطوافات، والحوامات
- كلوتوك
- سفينة بخارية من طراز موسكفيتش - "الترام المائي" السوفييتي
- بارجة المتعة
- امرأة مجدفة
- عطاء السفينة